# Liste des épisodes de Mentalist
Cet article présente la liste des épisodes de la série télévisée américaine Mentalist (The Mentalist).

## Panorama des saisons
| Saison | Nombre d'épisodes | Diffusion originale sur CBS | Diffusion originale sur CBS | Diffusion originale sur CBS | Dates de sortie DVD et disques Blu-ray | Dates de sortie DVD et disques Blu-ray | Dates de sortie DVD et disques Blu-ray |
| Saison | Nombre d'épisodes | Années                      | Début de saison             | Fin de saison               | Zone 1 (dont États-Unis)               | Zone 2 (dont France)                   | Zone 4 (dont Australie)                |
| ------ | ----------------- | --------------------------- | --------------------------- | --------------------------- | -------------------------------------- | -------------------------------------- | -------------------------------------- |
| 1      | 23                | 2008-2009                   | 23 septembre 2008           | 19 mai 2009                 | 22 septembre 2009                      | 8 mars 2010                            | 23 septembre 2009                      |
| 2      | 23                | 2009-2010                   | 24 septembre 2009           | 20 mai 2010                 | 21 septembre 2010                      | 8 novembre 2010                        | 10 novembre 2010                       |
| 3      | 24                | 2010-2011                   | 23 septembre 2010           | 19 mai 2011                 | 20 septembre 2011                      | 10 octobre 2011                        | 2 novembre 2011                        |
| 4      | 24                | 2011-2012                   | 22 septembre 2011           | 17 mai 2012                 | 18 septembre 2012                      | 8 octobre 2012                         | 7 novembre 2012                        |
| 5      | 22                | 2012-2013                   | 30 septembre 2012           | 5 mai 2013                  | 17 septembre 2013                      | 14 octobre 2013                        | 16 octobre 2013                        |
| 6      | 22                | 2013-2014                   | 29 septembre 2013           | 18 mai 2014                 | 30 septembre 2014                      | 17 décembre 2014                       | 20 octobre 2014                        |
| 7      | 13                | 2014-2015                   | 30 novembre 2014            | 18 février 2015             | 28 avril 2015                          | 25 août 2015                           | 3 février 2016                         |

## Liste des épisodes

### Première saison (2008-2009)
Note : Attention, certains épisodes ont bénéficié d'un titre français différent lors de leur diffusion sur TF1. Ils sont indiqués en deuxième position, le cas échéant.
1. John le Rouge / Pilote (Pilot)
2. L'Apprenti psychopathe / La Vie en rousse (Red Hair and Silver Tape)
3. Vague sanglante / Sable rouge (Red Tide)
4. La Veuve rouge (Ladies in Red)
5. Forêt rouge / Promenons-nous dans les bois (Redwood)
6. 43 rouge / Impair, rouge et manque (Red-Handed)
7. Le Rouge de la colère / Voyant rouge (Seeing Red)
8. Les Liens du sang / Le Fil rouge (The Thin Red Line)
9. Rouge feu / Rouge flamme (Flame Red)
10. L'Imposture / Du rouge à l'âme (Red Brick and Ivy)
11. Les Amis de John le Rouge (Red John's Friends)
12. Mauvais sort / Magie rouge et noire (Red Rum)
13. Le Tableau rouge / D'un art à l'autre (Paint it Red)
14. Le Casanova écarlate / Rouge de désir (Crimson Casanova)
15. Fièvre rouge / Petit cercle entre amies (Scarlett Fever)
16. 100 pour sang / Jane voit noir (Bloodshot)
17. Dollars rouges / Séminaire rouge sang (Carnelian, Inc.)
18. Patates rouges / Meurtre sous hypnose (Russet Potatoes)
19. Douze roses rouges / Héroïne de mère en fille (A Dozen Red Roses)
20. Sauce tomate / Sous haute protection (Red Sauce)
21. Miss Rouge / La confiance règne (Miss Red)
22. Frères de sang (Blood Brothers)
23. Sur les traces de John le Rouge / Sur la piste de John le Rouge (Red John's Footsteps)

### Deuxième saison (2009-2010)
Le 19 mai 2009, la série a été renouvelée pour une deuxième saison de vingt-trois épisodes. Elle a été diffusée du 24 septembre 2009 au 20 mai 2010 sur CBS, aux États-Unis.
Note : Attention, certains épisodes ont bénéficié d'un titre français différent lors de leur diffusion sur TF1. Ils sont indiqués en deuxième position, le cas échéant.
1. Rédemption / Sur la touche (Redemption)
2. La lettre écarlate (The Scarlet Letter)
3. Manipulation / Trou noir (Red Badge)
4. Le gang rouge / La roue tourne (Red Menace)
5. Une peur rouge / Esprit, es-tu là ? (Red Scare)
6. Or noir rouge sang / L'Or noir (Black Gold and Red Blood)
7. Rançon rouge / L’Appât du gain (Red Bulls)
8. Le bras droit de John le Rouge / La Main de John le Rouge (His Red Right Hand)
9. Diamants rouges / Pour une poignée de diamants (A Price Above Rubies)
10. Rouge feu / Fils prodige (Throwing Fire)
11. Nos plus belles années / Promo 95 (Rose-Colored Glasses)
12. Rouge vif / À contrecœur (Bleeding Heart)
13. Ligne rouge / L'Employé du mois (Redline)
14. Gang rouge / Passé trouble (Blood In, Blood Out)
15. Piment rouge / Combat de chefs (Red Herring)
16. Code rouge (Code Red)
17. La boîte rouge / L’Alliance de Cléopâtre (The Red Box)
18. Peau rouge / Culture et Dépendance (Aingavite Baa)
19. Tueur rouge / Au mépris de la loi (Blood Money)
20. La dame en rouge / Les Héritiers (Red All Over)
21. Clown sanglant / La Pièce maîtresse (18-5-4)
22. La lettre rouge / Regard de femme (Red Letter)
23. Soleil rouge / John le Rouge contre Patrick Jane (Red Sky in the Morning)

### Troisième saison (2010-2011)
Le 19 mai 2010, la série a été renouvelée pour une troisième saison de vingt-quatre épisodes. Elle a été diffusée du 23 septembre 2010 au 19 mai 2011 sur CBS, aux États-Unis.
1. Basses vengeances (Red Sky at Night)
2. Belle famille (Cackle-Bladder Blood)
3. Où es-tu Kristina ? (The Blood on His Hands)
4. Carte blanche (Red Carpet Treatment)
5. Pur sang (The Red Ponies)
6. Propriété très privée (Pink Chanel Suit)
7. Aventure sans lendemain (Red Hot)
8. Jane en danger (Ball of Fire)
9. Au clair de lune (Red Moon)
10. Noël au balcon (Jolly Red Elf)
11. Envoyée au tapis (Bloodsport)
12. L’homme des cavernes (Bloodhounds)
13. Plus rien à perdre (Red Alert)
14. Sang pour sang (Blood for Blood)
15. La ruée vers l'or (Red Gold)
16. Liaison dangereuse (Red Queen)
17. Du sang sur le green (Bloodstream)
18. Enquête assistée (The Red Mile)
19. La veuve joyeuse (Every Rose Has It's Thorn)
20. Tapis rouge (Redacted)
21. Père et flic (Like a Redheaded Stepchild)
22. Juste un pétale (Rhapsody in Red)
23. Bombe humaine / Les masques tombent, première partie (Strawberries and Cream - Part One)
24. Les masques tombent, deuxième partie (Strawberries and Cream - Part Two)

### Quatrième saison (2011-2012)
Le 18 mai 2011, la série a été renouvelée pour une quatrième saison de vingt-quatre épisodes. Elle a été diffusée du 22 septembre 2011 au 17 mai 2012 sur CBS, aux États-Unis.
1. Le doute, troisième partie (Scarlet Ribbons)
2. Nouvelle équipe (Little Red Book)
3. Vendeurs d'espoir (Pretty Red Balloon)
4. 24h pour convaincre (Ring Around the Rosie)
5. Du sang sur le sable (Blood and Sand)
6. Chasse au témoin (Where in the World is Carmine O'Brien?)
7. Le tueur le plus fort (Blinking Red Light)
8. Sous couverture (Pink Tops)
9. Les fans, et les autres… (The Redshirt)
10. Mon ancien moi (Fugue in Red)
11. Rester dans l'ombre (Always Bet on Red)
12. La marche forcée (My Bloody Valentine)
13. La preuve par la plume (Red Is the New Black)
14. Présomption d'innocence (At First Blush)
15. Opération séduction (War of Roses)
16. Jeu de dupes (His Thoughts Were Red Thoughts)
17. Proposition douteuse (Cheap Burgundy)
18. Remède miracle (Ruddy Cheeks)
19. Le casse du siècle / Tour de passe-passe (Pink Champagne on Ice)
20. Amours interdits / Le Prof parfait (Something Rotten in Redmund)
21. La vie en rose (Ruby Slippers)
22. Chasse au trésor (So Long, and Thanks for All the Red Snapper)
23. L'art du mensonge, première partie (Red Rover, Red Rover)
24. Disciple de John le Rouge / La rencontre, deuxième partie (The Crimson Hat)

### Cinquième saison (2012-2013)
Le 14 mars 2012, CBS a renouvelé la série pour une cinquième saison de vingt-deux épisodes. Elle a été diffusée du 30 septembre 2012 au 5 mai 2013 sur CBS, aux États-Unis.
1. Ticket gagnant (The Crimson Ticket)
2. La tête ailleurs (Devil's Cherry)
3. Braquage de cœur (Not One Red Cent)
4. De père en fils (Blood Feud)
5. Un saut dans le passé (Red Dawn)
6. Coup monté (Cherry Picked)
7. Sortie de route (If It Bleeds, It Leads)
8. La cavale (Red Sails in the Sunset)
9. Le repenti (Black Cherry)
10. Mauvaises graines (Panama Red)
11. Sous influence (Days of Wine and Roses)
12. Un témoin encombrant (Little Red Corvette)
13. Si près du but (The Red Barn)
14. Le papillon de nuit (Red in Tooth and Claw)
15. Le revers de la médaille (Red Lacquer Nail Polish)
16. Une promesse (There Will Be Blood)
17. Rouge, blanc et bleu / Pour l'honneur (Red, White and Blue)
18. Derrière le rideau (Behind the Red Curtain)
19. Dans l'enveloppe / La ville secrète (Red Letter Day)
20. Docteur Love (Red Velvet Cupcakes)
21. C'est dans la boîte / La boîte (Red and Itchy)
22. Les nouvelles règles du jeu (Red John's Rules)

### Sixième saison (2013-2014)
Le 27 mars 2013, CBS a renouvelé la série pour une sixième saison de vingt-deux épisodes. Elle a été diffusée du 29 septembre 2013 au 18 mai 2014 sur CBS, aux États-Unis.
Note : Attention, certains épisodes ont bénéficié d'un titre français différent lors de leur diffusion sur TF1. Ils sont indiqués en deuxième position, le cas échéant.
1. La liste de Jane (The Desert Rose)
2. Les ailes coupées (Black-Winged Redbird)
3. Mariage endeuillé (Wedding in Red)
4. Vengeance sans nom (Red Listed)
5. Le tatouage (The Red Tattoo)
6. Point de rencontre (Fire and Brimstone)
7. Près du but (The Great Red Dragon)
8. La fin de John le Rouge (Red John)
9. L'exil (My Blue Heaven)
10. Un jardin sur le toit (Green Thumb)
11. Monsieur X (White Lines)
12. La chasse aux espions (The Golden Hammer)
13. Les citoyens libres / Un loup dans la bergerie (Black Helicopters)
14. En eaux troubles / La Coopérative (Grey Water)
15. L'enlèvement / Il faut sauver Grace Van Pelt (White as the Driven Snow)
16. L'art et la manière / L'Art de l'esbroufe (Violets)
17. La bombe / Course contre la montre (Silver Wings of Time)
18. Le Foragers Club / Un club très privé (Forest Green)
19. Les filles aux yeux noirs (Brown Eyed Girls)
20. Il Tavolo Bianco / Le faux procès (Il Tavolo Bianco)
21. Sans le moindre scrupule / Les cœurs noirs (Black Hearts)
22. L'oiseau bleu / Dernière chance (Blue Birds)

### Septième saison (2014-2015)
Le 10 mai 2014, la série a été renouvelée pour une septième et dernière saison de treize épisodes. Elle a été diffusée du 30 novembre 2014 au 18 février 2015 sur CBS, aux États-Unis.
1. Pas de nuages à l'horizon (Nothing But Blue Skies)
2. Sous les verrous (The Graybar Hotel)
3. De l'eau dans le gaz (Orange Blossom Ice Cream)
4. Double facette  (Black Market)
5. La mallette grise / Encore chaud (Silver Briefcase)
6. Feu vert / Une idée lumineuse (Green Light)
7. Mon as de cœur (Little Yellow House)
8. Jeu de traque (The Whites of His Eyes)
9. Balle perdue /  Une occasion en or (Copper Bullet)
10. Rien est éternel (Nothing Gold Can Stay)
11. Byzance / Il ne faut pas jouer ... (1re partie) (Byzantium)
12. Un cadavre dans le placard / ... avec le feu (2e partie) (Brown Shag Carpet)
13. Orchidées blanches / Jusqu'à la fin (White Orchids)